# Ole Fanger
| Ole Fanger                                | Ole Fanger                                |
| Kattints az alábbi külső linkek egyikére! | Kattints az alábbi külső linkek egyikére! |
| ----------------------------------------- | ----------------------------------------- |
| Nem található szabad kép.(?)              |                                           |
| külső link · jogvédett                    | Portréja a Building.co.uk lapon           |

Povl Ole Fanger (Vejlby, Aarhus, 1934. július 16. – Syracuse, Onondaga megye, New York állam, 2006. szeptember 20.) dán mérnök, akadémikus, egyetemi tanár, a Dán Műszaki Egyetem professzora, több egyetem vendégprofesszora, az épületgépészet egészségügyi hatásainak kutatója, a beltéri levegőminőség (Indoor Air Quality, IAQ), az emberi közérzet (hőmérsékleti komfortérzet) és a levegőszennyezettség összefüggéseinek leírója. Definiálta és bevezette az olf és a decipol mértékegységeket.

## Élete

### Munkássága
A Dán Műszaki Egyetem (Danmarks Tekniske Universitet) Beltéri Környezeti és Energetikai Nemzetközi Intézetében kezdte pályáját, itt doktorált és kapott tanszékvezető egyetemi tanári kinevezést. Később New York államban, a Syracuse-i Egyetemen vendégprofesszorként dolgozott. Fő kutatási területe az emberi tartózkodásra szolgáló helyiségek belsejében kialakuló (vagy mesterségesen kialakított) levegőminőségnek az emberi egészségre gyakorolt hatása volt. Vizsgálta az ember hőmérsékleti komfortérzetét és a belső levegő minőségét meghatározó tényezőket. Kutatási eredményei alapján fontos következtetéseket vont le arra nézve, hogyan hatnak egymásra a levegő állapotát meghatározó különféle termodinamikai állapotjelzők, a hőmérséklet, légnedvesség, a határoló felületek felszínének fizikai tulajdonságai, és az emberre ható egyéb kémiai hatások. Felismerései alapvetően meghatározták a modern szellőzés- és klímatechnika tervezési szempontjait. Fanger be tudta bizonyítani, hogy a helyiség levegő tartósan rossz állapotjelzői egészségi ártalmakat okoznak, gyermekeknél asztma kifejlődését idézhetik elő, a munkahelyek levegőjének rosszul beállított állapotjelzői pedig lerontják a munkavégzés hatékonyságát.
Az emberi hőmérsékleti komfortállapot számszerű értékének leírására kidolgozta az úgynevezett Fanger-féle komfortegyenletet. Kutatási eredményeit először doktori disszertációjában dolgozta fel, amely első kiadott könyvének, a Thermal comfort: Analysis and applications in environmental engineering alapjául szolgált (1970). Ez a könyv azóta több kiadást ért meg, a benne foglaltak megalapozták a modern termikus közérzet tudományát, a komfortelméletet. Anyaga az épületgépészeti felsőoktatás egyik alaptantárgyává vált. Munkásságért Fanger 2001-ben megkapta a Carl-von-Linde-emlékérmet a Német Hűtési és Klímatechnikai Egyesülettől (Deutscher Kälte- und Klimatechnischer Verein, DKV).
1988-ban a Dán Műszaki Egyetemen tanítva Fanger definiálta és bevezette az olf mértékegységet, amelynek révén számszerűsítette az ember (és más szennyezőanyag-források) által a környezeti levegőbe leadott érzékelhető szagok és más légszennyezők forráserősségét. Ebből levezetve definiálta a decipol mértékegységet, amely meghatározott  (10 liter/sec) szellőző levegő térfogatáram mellett az emberi orron át érzékelt szaghatást számszerűsítette. Az érzékelhető szaghatást ún. decipolméterrel, összehasonlító próbák sorozatán keresztül mérte.
1993-ban látogatást tett a Budapesti Műszaki Egyetemen, előadásokat tartott az Épületgépészeti Tanszéken, az Építéstudományi Egyesületben és más mérnöki szervezetekben. A komfortelmélet oktatása szerepel az épületgépészei tananyagban.

### Magánélete
Két leánya született, Bine és Tone Fanger. Felesége, Britt 2006 elején halt meg. A megözvegyült Fanger fél évvel később, 72 éves korában hunyt el Syracuse-ban verőértágulat következtében. Koppenhága Frederiksberg városrészében, felesége mellé temették el.

## Elismerései, kitüntetései
- 1982: az amerikai fűtési, hűtési és klímatechnikai mérnökegyesület (ASHRAE) Holladay-díja (az első nem-amerikai kitüntetett),
- 1984: az ASHRAE mérnökegyesület Nemzetközi Díja,
- 1988: a Műszaki Levegőtechnikai (ATC) Belga Királyi Társaság tiszteletbeli tagja,
- 1989: a Brit Épületgépészeti Tudományos Társaságtól (CIBSE) megkapta a Napier-Shaw-érmet,
- 1989: az olasz Mérnöki SZövetség (AICARR) tiszteletbeli tagja,
- 1990: a Hall-Thermotank aranyérem, a brit Hűtéstechnikai Intézettől (Institute of Refrigeration), a hűtés- és klímatechnológia fejlesztésében elért jelentős eredményeiért,
- 1990: a francia Mérnökszövetség (AICVF) tiszteletbeli tagja,
- 1991: az orosz Mérnökszövetség (ABOK) tiszteletbeli tagja,
- 1992: az Amerikai Mérnöki Oktatási Társaság (American Society for Engineering Education) F. Paul Anderson-érme,
- 1993: a magyar Építéstudományi Egyesület (ÉTE) tiszteletbeli tagja,
- 1994: az Orosz Műépítészeti és Építéstudományi Akadémia tagja,
- 1994: a finn Mérnöki Társaság (SULVI) tiszteletbeli tagja,
- 1995: a dán DANVAK mérnöki társaság tiszteletbeli tagja
- 1996: megkapta a Kann Rasmussen-díjat, Dánia legmagasabb műszaki-tudományos elismerését
- 1996: a lengyel Mérnöki Társaság (PZITS) elismerő aranyérme
- 1996: a német Heizung- und Klimatechnik szakfolyóirat Hermann Rietschel-emlékplakettje,
- 1997: a német Mérnökegylet Verein Deutscher Ingenieure (VDI) épületgépészeti (TGA) tagozatától megkapta a Hermann-Rietschel díszelnöki aranyérmet, at egylet legmagasabb kitüntetését,
- 1997: a brit Egészségügyi Tudományos Társaságtól megkapta a John E. Worth ezüstérmet
- 1998: a Brit Épületgépészeti Mérnöki Társaság (CIBSE) tiszteletbeli tagja,
- 1999: a kínai Fűtési, Hűtési és Klímatechnikai Bizottság tiszteletbeli tagja,
- 2000: a szlovén Mérnöki Társaság (SITHOK) tiszteletbeli tagja,
- 2000: a Szingapuri Állami Egyetem kitüntetett vendégprofesszora
- 2001: a japán Mérnöki Társaság (SHASE) tiszteletbeli tagja
- 2001: az Év Mérnöke az odensei építészmérnöki főiskolán
- 2001: a brazil Helyiségklíma Tudományos Társaság elismerő érme
- 2001: a Coimbrai Egyetem díszdoktora

## Főbb művei
- Fanger, P.O.. Thermal Comfort: Analysis and applications in environmental engineering (angol nyelven). Copenhagen: Danish Techn (1970) (A Budapesti Műszaki Egyetem központi Könyvtárában megtalálható).
- ↑ thermalcomfort:  Fanger, P.O.. Thermal Comfort: Analysis and applications in environmental engineering (angol, dán nyelven). New York: McGraw-Hill (1972). ISBN 0070199159
- ↑ intro-olf:  Fanger, P.O. (1988. április 24.). „Introduction of the olf and the decipol units to quantify air pollution perceived by humans indoors and outdoors” (angol nyelven). Energy and Buildings 12 (1), 1–6. o, Kiadó: Elsevier. DOI:10.1016/0378-7788(88)90051-5.

## Forrás
- Arthur E. Bergles (2006). „P. Ole Fanger 1934–2006. Memorial Tribute” (angol nyelven). National Academy of Engineering (NAE.edu.com) 11.

## További információ
- Bánhidi László, Kajtár László. Komfortelmélet. Budapest: Műegyetemi Kiadó (2000)